# Vallhagar

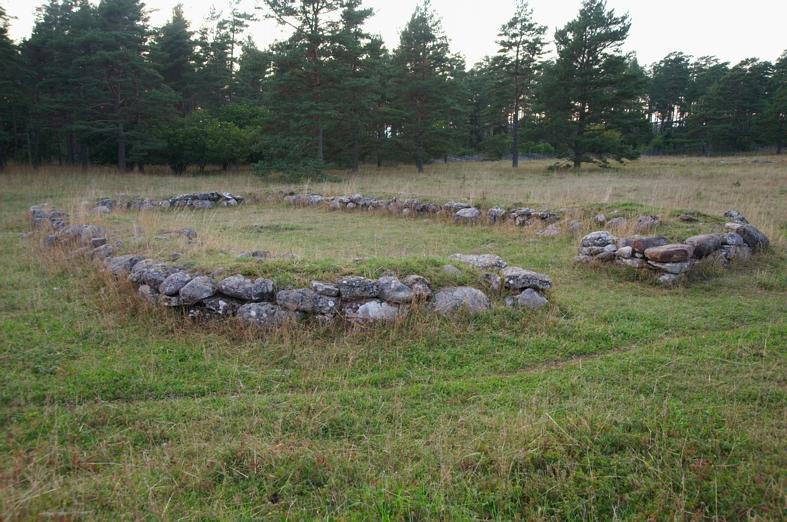
Fundamenty domostwa w Vallhagar

Vallhagar – stanowisko archeologiczne położone na Gotlandii. Obejmuje kompleks osadniczy datowany od młodszego okresu przedrzymskiego do wczesnej fazy wędrówki ludów, składający się z osady oraz dwóch cmentarzysk. Przebadane zostało w latach 1946-1959.
Osada, obejmująca obszar około 10 ha, funkcjonowała między II a VI wiekiem. Składała się z 5-6 samodzielnych jednostek gospodarczych, liczących łącznie 25 dużych, prostokątnych domostw. Rozmiary domostw dochodziły do 32×8-10 m, ich masywne ściany wzmocnione były luźno ułożonymi kamieniami i posiadały wewnątrz rząd słupów podtrzymujących dach. Do każdego przylegało ogrodzone głazami poletko. Domostwo pełniło funkcje mieszkalne dla ludzi i zwierząt oraz magazynowe, brak było dodatkowych budynków gospodarczych. Ludność zajmowała się rolnictwem, hodowlą, łowiectwem oraz rybołówstwem. Poza ceramiką nie znaleziono żadnych śladów mogących świadczyć o rozwiniętym rzemiośle czy utrzymywaniu kontaktów handlowych.
W pobliżu osady znajdowały się dwa cmentarzyska. Większe, liczące 125 grobów, zostało założone u schyłku epoki brązu i pozostawało w użytku aż do VI wieku n.e. Mniejsze, z 43 grobami, pochodzi z II-I wieku p.n.e.